# Louis Rolland-Germain
Louis Rolland-Germain (1881-1972) fue un sacerdote hermano de las Escuelas Cristianas (hermanos de La Salle), botánico, taxónomo, educador canadiense .
Importante figura de la historia de la Ciencias naturales. A su llegada desde Francia en 1905, se asoció con el Hermano Marie-Victorin (1885-1944) para botanizar, lo que llevó a la producción de la Flora Laurentiana. De 1914 a 1926, fue profesor en la Universidad de Ottawa, lo que le permitió explorar más a fondo la flora de Anticosti-Minganie. Tomaba notas escritas a mano del hermano Marie-Victorin con el fin de enriquecer y producir esa Flora de la isla de Anticosti-Minganie, en 1969. Al jubilarse, ofreció su herbario personal (enlace roto disponible en Internet Archive; véase el historial, la primera versión y la última). a la Universidad de Sherbrooke, herbario nombrado en su honor.

## Algunas publicaciones
- 1969. Flore de l'Anticosti-Minganie. Con Marie-Victorin. Editor Les Presses de l'Univ. de Montréal, 527 pp.
- 1959. Les plantes supérieures du parc du Mont-Tremblant: Vallée de la Diable. Con Albert Legault. Editor Service de biogéographie, Univ. de Montréal, 90 pp.
- 1945. Note sur les premiers stades de la reforestation naturelle des savanes du Bas-Congo. "Bulletin Agricole du Congo belge 36". 12 pp.
- 1942. Premières observations botaniques sur la nouvelle route de l'Abitibi: Mont-Laurier, Senneterre. Con Marie-Victorin. Editor Univ. de Montreal, Institut botanique, 48 pp.

## Galardones y reconocimientos

### Eponimia
- Reserva Ecológica Rolland-Germain (1.366 ha)[2]
- Monte Rolland-Germain
- Lago Rollando-Germain

Especies
- (Asteraceae) Senecio rollandii Vict.[3]

- (Cyperaceae) Carex × rollandii Lepage[4]

- (Cyperaceae) Trichophorum rollandii (Fernald) Hultén[5]

- (Ephedraceae) Ephedra rollandii Maire[6]

- (Fabaceae) Lathyrus rollandii Vict. & J.Rousseau[7]

- (Salicaceae) Populus × rollandii Rouleau[8]

- La abreviatura «Roll.-Germ.» se emplea para indicar a Louis Rolland-Germain como autoridad en la descripción y clasificación científica de los vegetales.[9]